# 愛丁堡公爵菲臘親王之死
英国君主伊丽莎白二世王夫愛丁堡公爵菲利普親王因年邁於2021年4月9日上午去世，享耆壽99歲，葬礼于4月17日在聖喬治禮拜堂举行，靈柩暫厝於該禮拜堂下的皇家墓室，白金漢宮依照當時的防疫規範，限制僅30人參與葬禮。2022年9月20日，菲利普親王的靈柩從皇家墓室遷移到國王喬治六世紀念禮拜堂與妻子伊莉莎白二世共同入葬。

## 福斯橋行動
親王逝世後，英國政府立即啟動預劃多時的「福斯橋行動」。依亲王遺願，後事一切從簡，以簡單的皇家仪式取代国葬，亦不设吊唁仪式。在新聞稿發布之前，宮務大臣已先與女王完成相關討論，之後白金漢宮同時向英国广播公司（BBC）和新聞協會發布新聞稿，此時BBC等媒体在得知親王駕崩後，當時播放的節目第一時間即插播成写有“News Report”（快訊）的黑白字卡，随后由BBC新闻主播玛蒂娜·克罗克索尔身着黑衣、语带哽咽地向观众宣布菲利普亲王的死讯，之后播放英国国歌，同时畫面配以爱丁堡公爵菲利普亲王纹章及肖像；除CBBC和CBeebies之外的BBC电视频道暫停正常节目播出至当天18:00。BBC广播节目被英国国歌打断，随后也改为播出较为低沉的音乐，其它英国媒体也有类似的安排。在為期八天的哀悼期中，國會必須暫時休會，所有議案延期辦理。此外，英國政府下令全國降半旗、所有電視節目主持人都必須穿著黑色服飾。

## 葬礼

### 游行与教堂仪式
英国广播公司出动电视第一台、新闻台，以及广播四台和五台现场直播丧礼实况，另外独立电视台、天空新闻台、天空第一台也有转播。美国广播公司、有线电视新闻网、福斯新闻频道、MSNBC和全国广播公司在美国同步直播丧礼。
丧礼于4月17日举行，灵柩上覆亲王个人的旗帜，旗帜上面是亲王的海军大盤帽和佩剑，配以白玫瑰和百合花，上附女王写的悼念卡。仪式前，靈柩先安奉於温莎城堡私人教堂再从教堂移到城堡内厅。此時，军乐团隊伍进入温莎城堡四方院（Quadrangle），沿途吹奏乐曲《耶路撒冷》、《祖国我向你立誓》、《Supreme Sacrifice》、《Isle of Beauty》和《Nimrod》。

菲利普亲王灵柩有四等分纹章式的旗帜覆盖，左上为丹麦国徽，右上为希腊国徽、左下为蒙巴顿家族纹章，右下为爱丁堡徽章。

扶灵卫兵身穿橄榄绿服裝，將親王靈柩置放於亲王曾參予设计的路虎卫士上。之后灵柩从四方亭离开，其後的送葬队伍依次為亲王子嗣、女婿，隨後是坐在宾利豪华礼车的女王。靈柩前的隊伍包括皇家近衛騎兵、擲彈兵衛隊及与亲王有關係的军事部队。队列从四方形前进到马蹄回廊（Horseshoe Cloister），由掷弹兵卫队军乐团打头阵，军队指挥官和参谋长紧随其后。皇家海军、皇家海军陆战队、苏格兰皇家军团第4营高地人和皇家空军也在队伍中。皇家马炮兵国王部队鸣枪数分钟。
在步行到達聖喬治禮拜堂後，八名皇家海军陆战队的扶灵士兵将灵柩放置在西侧台阶，皇家近衛騎兵列队在旁。下午2点53分，步兵团仪仗队演奏英国国歌，皇家海军在旁吹奏风笛，其后全国默哀3分钟。约730名军人出现在温莎城堡，其中有四支军乐团。
温莎教长戴维·康纳和坎特伯雷大主教贾斯汀·韦尔比主持丧礼仪式。礼拜堂祭坛的垫子绣着亲王的各个纹章，包括英国及英联邦国家授予的奖项和装饰、陆军元帅權杖、皇家空军机翼、丹麦的大象勳章和希腊的救世主勋章。仪式期间，四名歌手演唱简化的合唱歌曲。
按照亲王的遗愿，仪式不设布道或颂词，仪式著重强调亲王与皇家海军的联系及对海洋的热爱。丧礼开头的合唱歌曲为威廉·克罗夫特创作的《丧礼进行曲》（Funeral Sentences）。
温莎教长先诵读《便西拉智訓》第43章第11到26节，之后坎特伯雷大主教诵读《约翰福音》第11章第21到27节。威廉·洛夫拉迪受亲王委托，为《诗篇104》的演唱伴奏。仪式上的赞美诗包括通常用来赞美海员的《永恒圣父，恩能无边》、《欢呼颂》（由亲王指定）和《集禱頌》，由沃尔特·帕拉特爵士配乐。温莎教长赞扬亲王“坚定不移地忠诚于”女王，忠诚服务国家和英联邦。教长也在灵柩落入皇家墓室（Royal Vault）时表达赞扬，同时皇家苏格兰兵团吹号手吹奏哀乐，从北奎尔走廊（North Quire Aisle）前往教长回廊（Dean's Cloister）。仪式以嘉德纹章官托马斯·伍德科克布告公爵的名号和头衔、《最后岗位》、坎特伯雷大主教祝祷、《起床號》和英国国歌结束。
隨後，亲王靈柩暫厝圣乔治礼拜堂的皇家墓室，2022年9月伊丽莎白二世女王驾崩後，遷往圣乔治礼拜堂的国王乔治六世纪念教堂（King George VI Memorial Chapel）與伊丽莎白二世女王合葬。

### 出席者

#### 直系亲属
- 伊丽莎白二世，亲王遗孀
  - 威爾斯親王查爾斯和康沃爾公爵夫人卡蜜拉，亲王長子和媳妇
    - 劍橋公爵威廉王子和劍橋公爵夫人凱薩琳，亲王長孙和孙媳妇
    - 薩塞克斯公爵哈里王子，亲王孫子

  - 安妮长公主和海军上将蒂莫西·劳伦斯爵士，亲王女儿和女婿
    - 彼得·菲利浦斯，亲王長外孙
    - 扎拉·廷德爾和麥克·汀達爾，亲王外孙女和孙女婿

  - 約克公爵安德魯王子，亲王次子
    - 比亚特丽斯公主和艾杜亞度·馬佩利·莫茨，亲王孙女和孙女婿
    - 尤金妮公主和傑克·布魯斯班克，亲王孙女和孙女婿

  - 威塞克斯伯爵爱德华王子和威塞克斯伯爵夫人蘇菲，亲王幼子和媳妇
    - 路易絲·溫莎女勳爵，亲王孙女
    - 塞文子爵，亲王孙子

#### 旁系亲属
- 告羅士打公爵理察王子，亲王堂弟，三代堂表亲
- 肯特公爵愛德華親王，亲王隔一代堂表亲
- 雅麗珊郡主，亲王隔一代堂表亲
- 第二代斯諾登伯爵大衛·阿姆斯特朗-瓊斯，亲王外甥
- 莎拉夫人（英语：Lady Sarah Chatto）和丹尼尔·查托（英语：Daniel Chatto），亲王外甥女和甥女婿
- 霍亨洛赫-朗根堡亲王菲利普（英语：Philipp, Prince of Hohenlohe-Langenburg），親王甥孙
- 巴登王儲博恩哈德，亲王甥孙
- 黑森領主海因里希·多納圖斯，亲王隔一代三堂表亲（姻兄之孫）
- 緬甸的蒙巴頓伯爵夫人佩內洛普，亲王隔一代堂表亲的妻子（即亲王已故舅舅第一代緬甸的蒙巴頓伯爵路易·蒙巴頓的孙儿媳妇）[31][32]

受2019冠状病毒病疫情期间的大型集会限制规定影响，除扶灵者和神职人员等工作人员外丧礼出席人数限制在30人。因此，只有王室成员和少数亲戚参加了教堂内的仪式。出席者須保持两米间隔，全程佩戴口罩，不唱歌，仪式期间女王独坐。
原计划回国出席六月的亲王百岁寿辰及七月的母亲戴安娜雕像揭幕仪式的哈里王子，于丧礼六天前，从美国加利福尼亚州獨自回国。萨塞克斯公爵夫人梅根怀有身孕，未获医生批准出行。其他出席者包括霍亨洛厄-朗根堡菲利普王子（亲王姐姐希臘的瑪格麗塔公主的孙子）、巴登王儲伯恩哈德（亲王姐姐狄奥多拉公主的孙子）。亲王也请求因二战未能出席他婚礼的德国亲戚前来葬礼。英国首相鲍里斯·约翰逊表示因為人數限制，不会出席丧礼，以尽可能让亲王的至親出席。
有别于皇室传统，出席者均穿着平民丧服，各自別上勳章，而非通常的军服。

### 安保
泰晤士河谷警察于4月13日前往温莎城堡进行部署。相关地区安保措施有所加强，警察人手大幅度增加。出入城镇的车辆接受警方车牌自动识别系统检查。

## 紀念禮拜

### 出席者

#### 直系親屬
- 伊丽莎白二世，亲王遗孀
  - 威爾斯親王查爾斯和康沃爾公爵夫人卡蜜拉，亲王長子和媳妇
    - 劍橋公爵威廉王子和劍橋公爵夫人凱薩琳，亲王長孙和孙媳妇
      - 劍橋喬治王子，亲王曾孫子
      - 劍橋夏洛特公主，亲王曾孫女

  - 安妮长公主和海军上将蒂莫西·劳伦斯爵士，亲王女儿和女婿
    - 彼得·菲利浦斯，亲王長外孙
      - 薩凡娜·菲利浦斯與艾拉·菲利浦斯，亲王外曾孙女

    - 扎拉·廷德爾和麥克·汀達爾，亲王外孙女和孙女婿
      - 米婭·廷德爾，亲王外曾孙女

  - 約克公爵安德魯王子，亲王次子
    - 比亚特丽斯郡主和艾杜亞度·馬佩利·莫茨，亲王孙女和孙女婿
    - 尤金妮公主和傑克·布魯斯班克，亲王孙女和孙女婿

  - 威塞克斯伯爵爱德华王子和威塞克斯伯爵夫人蘇菲，亲王幼子和媳妇
    - 路易絲·溫莎女勳爵，亲王孙女
    - 塞文子爵，亲王孙子

#### 其他親屬
- 瑪嘉烈公主 (斯諾登伯爵夫人)家屬：
  - 第二代斯諾登伯爵大衛·阿姆斯特朗-瓊斯，親王外甥
    - 林利子爵（英语：Charles Armstrong-Jones），親王外甥孫
    - 瑪格麗特·阿姆斯特朗-瓊斯女勳爵（英语：Margarita Armstrong-Jones），親王外甥孫女

  - 薩拉夫人和丹尼尔·查托（英语：Daniel Chatto），亲王外甥女和甥女婿
    - 撒慕爾·查托與亞瑟·查托，親王外甥孫
- 英國王室旁系家屬
  - 告羅士打公爵與夫人，亲王堂弟，三代堂表亲及其妻子
    - 阿爾斯特伯爵
    - 露絲·基利文女勳爵與喬治·基利文

  - 肯特公爵愛德華親王，亲王隔一代堂表亲
    - 聖安德魯斯伯爵與夫人
      - 達恩柏特里克勳爵
      - 亞美莉亞·溫莎女勳爵

    - 海倫·泰勒女勳爵
      - 卡西休斯·泰勒

    - 尼古拉斯·溫莎勳爵

  - 肯特的麥可王子與根德米高王妃
    - 佛烈德利赫勳爵與夫人
    - 加布里埃拉女爵與湯瑪士·京士頓

  - 詹姆士·奧格威與茱莉亞·奧格威
    - 弗洛拉·威斯特伯格與蒂慕希·威斯特伯格
      - 澤努斯卡·莫屈特
- 快富公爵家族
  - 第四代快富公爵
  - 亞歷山德拉·瑟靈頓女爵
- 蒙巴頓家族
  - 第四代米爾福德黑文侯爵與夫人
  - 伊瓦爾·蒙巴頓勳爵與詹姆斯·科伊爾
  - 緬甸的蒙巴頓伯爵夫人佩内洛普（英语：Penelope Knatchbull, Countess Mountbatten of Burma），亲王隔一代堂表亲的妻子（即亲王已故舅舅第一代緬甸的蒙巴頓伯爵路易·蒙巴頓的孙儿媳妇）
    - 布拉邦爾勳爵與夫人
    - 亞歷山卓·霍普斯與

  - 菲利普·纳奇布尔
  - 蒂慕希·纳奇布尔與伊莎貝拉·纳奇布尔
  - 阿什利·希克斯
  - 英迪雅·希克斯與大衛·弗林特·伍德
- 霍亨洛赫-朗根堡家族
  - 霍亨洛赫-朗根堡亲王遺孀夏洛特，亲王外甥女
    - 霍亨洛赫-朗根堡亲王菲利普（英语：Philipp, Prince of Hohenlohe-Langenburg）與莎斯基亞·賓德，親王甥孙與媳婦
      - 霍亨洛赫-朗根堡亲王儲

    - 霍亨洛赫-朗根堡的西西莉郡主與阿若依·馬尼
    - 霍亨洛赫-朗根堡的森雅郡主

  - 瓦爾代克和皮爾蒙特的凱薩琳娜郡主
  - 霍亨洛赫-朗根堡的塔季安娜郡主
  - 霍亨洛赫-朗根堡的路德維希王子
- 巴登家族
  - 巴登王儲博恩哈德與王妃，亲王甥孙與媳婦
  - 巴登親王利奧波特
  - 巴登親王麥可與克莉絲汀娜王妃
  - 巴登親王貝特霍爾特與尼娜王妃
- 黑森家族
  - 黑森領主海因里希·多納圖斯，亲王隔一代三堂表亲（姻兄之孫）
- 南斯拉夫親王尼古拉，亲王甥孙
- 南斯拉夫公主卡塔莉娜，亲王甥孙女
  - 維多利亞·德·席爾瓦
- 西敏公爵夫人娜塔莉亞·菲利浦斯，親王三代堂表親
- 克里斯托夫·萊斯-瓊斯，親王媳婦父親
  - 戴維德·萊斯-瓊斯，親王媳婦兄

#### 國外王室

##### 在位王室
- 丹麥女王瑪格麗特二世
- 瑞典國王卡爾十六世·古斯塔夫與希爾維亞王后
  -  玛德琳公主
- 比利時國王菲利浦與瑪蒂爾德王后
- 西班牙國王菲利浦六世與萊蒂西亞王后
- 荷蘭公主貝翠克絲
  -  荷蘭國王威廉-亞歷山大與瑪克希瑪王后
- 盧森堡大公夫人瑪麗亞-特雷莎
- 摩納哥親王阿爾貝特二世
- 巴林王儲薩勒曼 (代表巴林國王)
- 約旦哈桑親王與沙瓦王妃 (代表約旦國王)

##### 不在位王室
- 羅馬尼亞王室首領瑪格麗塔公主與拉杜親王
- 南斯拉夫王儲亞歷山大與凱薩琳王妃
- 普列斯拉夫親王基里爾
- 希臘王后安妮-瑪麗
  - 希臘王儲保羅與瑪麗-珊圖王儲妃
  - 希臘親王菲利普與尼娜王妃

#### 其他人物
- 利奇菲爾德伯爵夫人萊昂諾拉，亲王甥媳婦

## 反應

### 英國國內

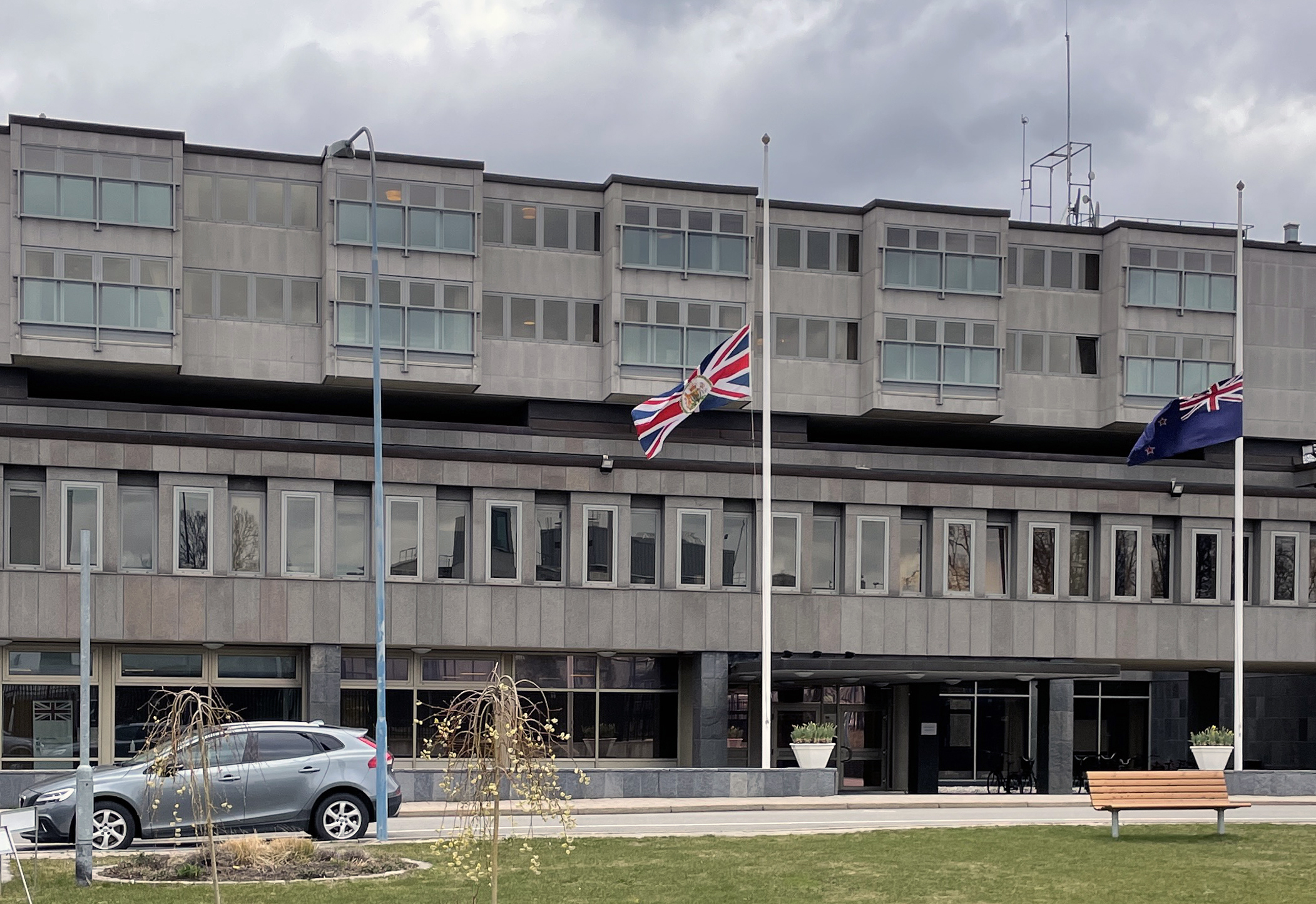
英國和紐西蘭駐斯德哥爾摩大使館皆於4月9日下半旗致哀

王室網站暫時刪除了所有內容，並用黑色背景替換了內容，並顯示白金漢宮的聲明。
英國首相鲍里斯·约翰逊在唐寧街10號的台階上發表講話表示哀悼，並說菲利普親王「是深受每個世代愛戴的王室成員，也幫助了英國君主制的建立，讓君主制適時發揮它的功能，使英國人都過著安定又幸福的生活」。
反對黨領袖凱爾·斯塔摩表示英國失去了一位傑出的公務員，並強調他對皇家海軍及女王的奉獻。
蘇格蘭首席大臣妮古拉·斯特金轉達其個人的慰問，並表示：「菲利普親王去世的消息使我感到悲傷，我在此表示最深切的慰問。」威爾斯和北愛爾蘭的首席大臣也發佈了類似訊息。
坎特伯里大主教賈斯汀·韋爾比表示，他與英國其他地區和英聯邦一起進行哀悼，並為其「非凡的奉獻精神」感謝上帝。 他回憶說：「在我遇見他的時候，我總是被他對生活的喜悅，他的好奇心以及他與各行各業的人們交流的能力而感到震驚。他總是是使人們感到輕鬆自在並使他們感到與眾不同」。

### 英聯邦
作為英國王室的高級成員，菲臘親王是英联邦，特別是英聯邦王國的重要人物。

#### 
澳洲總督大衛·赫利表示，菲臘親王對澳洲產生了「深刻影響」。 他代表澳洲人民向「女王陛下及其家庭，英聯邦人民和所有分享這一不幸消息的人們表示最深切的慰問」。 此外，他說澳洲人「感謝菲臘親王的服務，對女王陛下的忠誠和愛心奉獻以及對澳洲，英聯邦和全體人民的承諾。」
澳洲總理斯科特·莫里森代表澳洲人表達了最深切的慰問，並說菲臘親王曾21次訪問澳洲。他提到菲臘親王與已有超過77.5萬澳大利亞人參加的愛丁堡公爵獎勵計劃的聯繫，並說「英聯邦為菲利普親王的逝世和生命感到悲傷和感恩。」。反對黨領袖安東尼·艾班尼斯、新南威爾士州州長格拉迪斯·贝尔吉格利安、昆士蘭州州長安娜斯塔西亚·帕拉夏、前總理朱莉亞·吉拉德、陆克文、麦肯·腾博及托尼·阿博特亦表達慰問。
根據慣例，澳洲將於2021年4月10日星期六下半旗，以表示哀悼和對菲臘親王的尊重。

#### 加拿大
加拿大總理賈斯汀·杜魯多發表哀悼聲明，並強調菲利普親王對加拿大的貢獻，包括他跟加拿大武裝部隊的聯繫。女王陛下忠誠的反對黨領袖艾林·奧圖爾也表達類似意思。加拿大總督辦公室也表達哀悼。所有国内政府机关以及海外机构将会到安葬日日落之前一直下半旗。同时渥太华和平塔将在4月9日早上敲响99次钟声，代表了菲利普亲王的99年生平。

#### 新西兰
新西蘭總理傑辛達·阿德恩代表新西蘭政府和人民發表聲明，向女王陛下和所有王室成員表示誠摯慰問。並表示菲臘親王十次訪問新西蘭，對愛丁堡公爵獎勵計劃以及多個新西蘭組織讚助。她指示在政府建築物和海軍建築物下半旗。

#### 巴基斯坦
巴基斯坦总理伊姆兰·汗在推特上表达对菲臘亲王的哀悼并赞扬他的巴基斯坦－英国关係所作出的贡献，并表示哀悼，称“英国失去了一位充满独特公共服务精神的睿智长者”。

#### 印度
印度總理莫迪表示，他與英國人民和王室一起願菲臘親王的靈魂安息。

#### 
肯尼亞總統乌胡鲁·肯雅塔稱讚菲臘親王是家庭價值偉大的象徵，團結了英國以及全世界。並表示其一生致力於使全人類和平共存。

#### 馬爾他
馬耳他總理罗伯特·阿贝拉在一份声明中写道：“菲利普亲王的去世让他感到非常难过，他把马耳他当作自己的家并经常回到这里。我们的人民将永远珍惜他的记忆。”

#### 坦桑尼亚
坦桑尼亚总统萨米娅·苏卢胡通过推特上的多条信息向女王和英国人民表示哀悼在添加团结和祈祷的信息之前。

### 丹麦和希腊
作為兩國的前王室成員，希臘總統卡特琳娜·薩凱拉羅普盧發佈他少年的照片以作紀念；堂親末代希臘國王康斯坦丁二世和丹麥女王瑪格麗特二世也為他哀悼。親王出生地科孚島的聖斯皮里頓教堂也為其舉行追思禮拜。

### 其他國家或地區

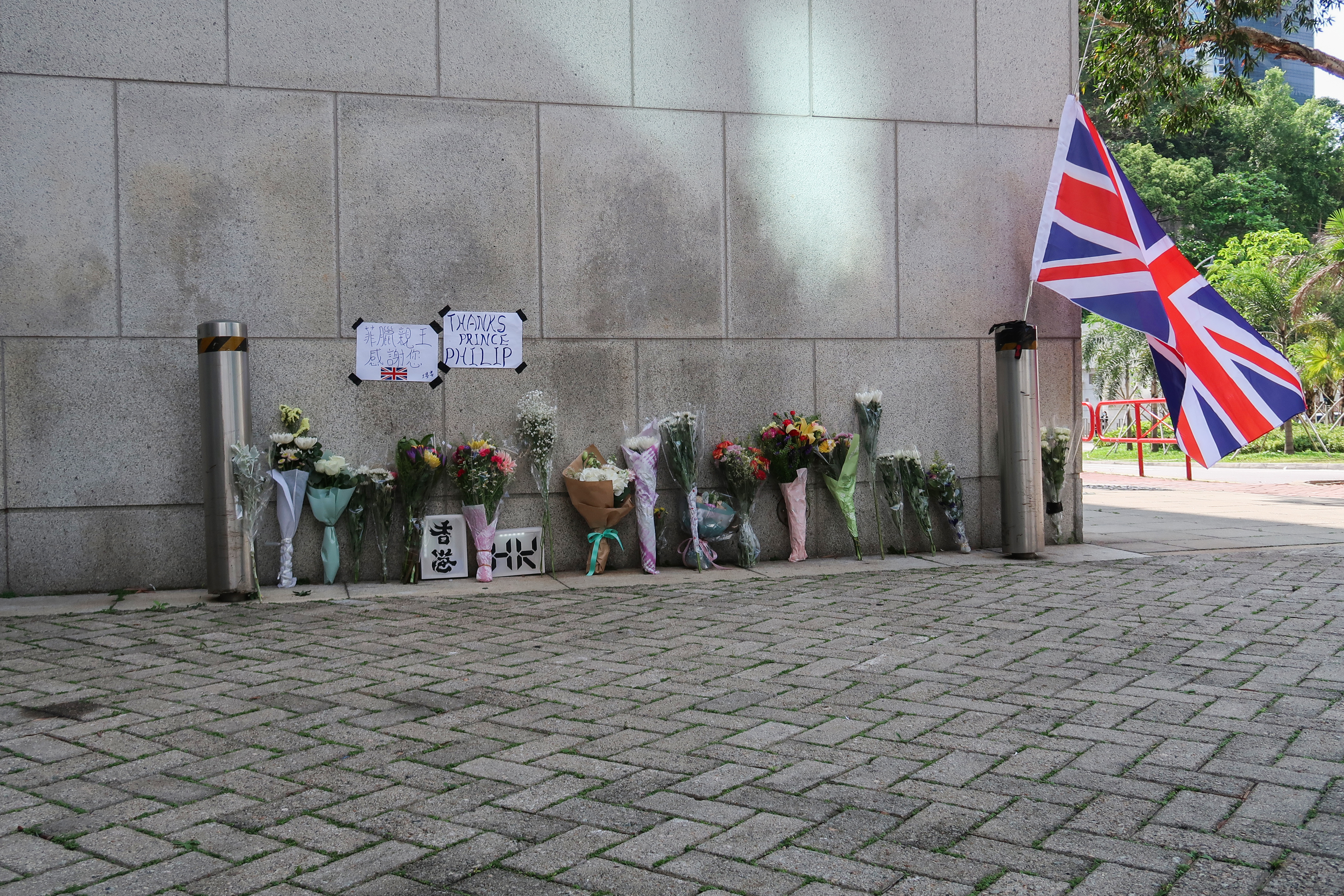
英國駐香港總領事館下半旗，悼念菲臘親王。而門外亦擺放了市民帶來的鮮花

#### 荷蘭
國王威廉·亞歷山大，王后马克西玛和前女王贝娅特丽克丝發表新聞稿說：「我們對伊麗莎白女王陛下和王室所有成員表示最深切和最衷心的同情。」荷蘭首相馬克·呂特表示慰問和同情。

#### 中华人民共和国
国家主席习近平及夫人彭丽媛向英国女王伊丽莎白二世致唁电，对菲利普亲王逝世表示哀悼，并向女王及家人致以慰问。

##### 香港
2021年4月11日星期日19:00（UTC+8），有民眾於香港島銅鑼灣時代廣場、九龍旺角新世紀廣場以及新界沙田新城市廣場中庭進行「全城悼念一分鐘」活動，並鼓勵附近商戶關閉電燈以示支持。

#### 中華民國
外交部於社群軟體Twitter發布推文表示哀悼「臺灣的政府和人民對愛丁堡公爵菲利普殿下之死向伊麗莎白二世女王陛下、王室以及聯合王國及大英國協人民表示最深切的哀悼。願他安息。」

#### 德国
德国总理安格拉·默克爾表示菲利浦親王對德國十分友善，其天性率直並負有責任感，令人難忘"
- 丹麦: Condolences were issued by 丹麦女王瑪格麗特二世 a nation of which Philip was born a prince. It stated "Her Majesty the Queen has today sent personal condolences to Her Majesty Queen Elizabeth II in connection with the death of His Royal Highness Prince Philip, the Duke of Edinburgh."[76][77]
- 法國: French President Emmanuel Macron expressed his condolences on Twitter, stating that Prince Philip "lived an exemplary life defined by bravery, a sense of duty and commitment to the youth and the environment".[78] 法國外交部長让-伊夫·勒德里昂 said that the Duke was a man of "great style" and stated that "France joins in the sorrow of its friends across the Channel and salutes the life, at once European and British, of a man who was a witness to a century of trials and hopes for our continent."[79][65]
- 德国: Chancellor Angela Merkel stated that Prince Philip's "friendship with Germany, his straightforward nature and his sense of duty will remain unforgotten."[65]
- : 危地马拉总统亚历杭德罗·贾马太 offered his condolences to the Royal Family.[80]
- 愛爾蘭: Taoiseach Micheál Martin and Irish President Michael D. Higgins expressed sadness, giving their thoughts to the United Kingdom.[45][81]
- 以色列: 以色列總統鲁文·里夫林及总理本雅明·内塔尼亚胡 stated their condolences, with Netanyahu saying "Prince Philip was the consummate public servant and will be much missed in Israel and across the world."[45]
- 義大利: President Sergio Mattarella offered his condolences and defined the Duke as "a friend of the Italian People".
- 立陶宛: President Gitanas Nausėda and Prime Minister Ingrida Šimonytė offered their condolences and expressed great sadness over the death.[82]
- 墨西哥: Mexican President Andrés Manuel López Obrador expressed his condolences, saying, "On behalf of the Government and people of Mexico, I express our sincere condolences to Queen Elizabeth II, to family and friends, as well as to the British people. Rest in peace."[83]
- 挪威: 挪威首相埃尔娜·索尔贝格, expressed her condolences and sadness,[84] and 挪威國王哈拉尔五世 issued a press release sending condolences to the British royals and citizens.[85]
- 菲律賓: Philippine President Rodrigo Duterte said "The Philippines and the United Kingdom have strong bilateral ties and we share the grief of the British people in this period of bereavement".[86]
- 羅馬尼亞: Custodian of the Crown of Romania Margareta of Romania gave a long statement, expressing she was "deeply saddened by the passing of His Royal Highness Prince Philip, Duke of Edinburgh [...] All generations of the Romanian and British Royal Families were close, but, for today's generation, Queen Elizabeth II and Prince Philip stand as spiritual models and fundamental sources of inspiration."[87] The President of Romania, Klaus Iohannis, released a statement, saying that he "learned with great sadness" about the passing of Philip, expressing his condolences and full confidence that history will honor the contribution of His Royal Highness.[88]
- 俄羅斯: Vladimir Putin sent a message conveying his condolences to the Royal Family.[89]
- 西班牙: Felipe VI and Queen Letizia of Spain telegrammed "Dear Aunt Lillibet" in mourning of "Dear Uncle Philip" stating "We shall never forget the moments that we shared with him and the legacy of service and dedication to the Crown and the United Kingdom by your side". [65]
- 瑞典: Carl XVI Gustaf, the King of Sweden, issued a press release stating "The Queen and I were deeply saddened to learn of the death of His Royal Highness [...] We offer our sincere condolences to Her Majesty The Queen, The Royal Family and the people of the United Kingdom."[90]
- 瑞士: The President of the Swiss Confederation Guy Parmelin expressed his condolences on behalf of the Swiss people.[91]
- 美国: President Joe Biden和美国第一夫人 Jill Biden offered their condolences, saying that "Prince Philip's legacy will live on not only through his family, but in all the charitable endeavors he shaped."[92] Former President George W. Bush said that "[Prince Philip] represented the United Kingdom with dignity" and "we know how much he will be missed."[45] The Jimmy Carter Library and Museum shared an image of Carter with Prince Philip on social media, and expressed condolences.[93] Former President Bill Clinton and his wife, former Secretary of State Hillary Clinton, also offered their condolences.[94] Former President Barack Obama and former First Lady Michelle Obama offered their condolences, and talked about how the Duke "put [them] at ease with their grace and generosity, turning a ceremonial occasion into something far more natural, even comfortable". They went on to talk about Prince Philip's distinguished naval service and praised his ambition and selflessness.[95]

### 國際組織
- 欧洲联盟:欧盟委员会主席乌尔苏拉·冯德莱恩發表一份簡短的聲明 saying that she was "saddened" to hear of Philip's death, and expressing her "sincere sympathy to Her Majesty The Queen, the Royal Family and the people of the United Kingdom".[96]
- 联合国: 联合国秘书长 安东尼奥·古特雷斯的發言人 said he was "saddened at the passing of His Royal Highness Prince Philip, Duke of Edinburgh" and "extends condolences to Her Majesty, the Queen, and to the people of the United Kingdom."[97] Guterres also paid "tribute to the Duke of Edinburgh for his active work for the betterment of humankind."[97]